# 乌尔斯河畔普吕利
烏爾斯河畔普吕利（法語：Prusly-sur-Ource，法語發音：[pʁyli syʁ uʁs]）是法国科多尔省的一个市镇，属于蒙巴尔区。

## 地理
乌尔斯河畔普吕利（47°52'16"N, 4°39'41"E）面积15.74 平方千米，位于法国勃艮第-弗朗什-孔泰大區科多尔省，该省份为法国中东部省份，北起奥布省，西接涅夫勒省和约讷省，南至索恩-卢瓦尔省，东南接汝拉省，东临上索恩省，东北部与上马恩省接壤。
与乌尔斯河畔普吕利接壤的市镇（或旧市镇、城区）包括：莫松、乌尔斯河畔布里永、塞纳河畔沙蒂永、迈塞勒迪克、马桑日、乌尔斯河畔维洛特。

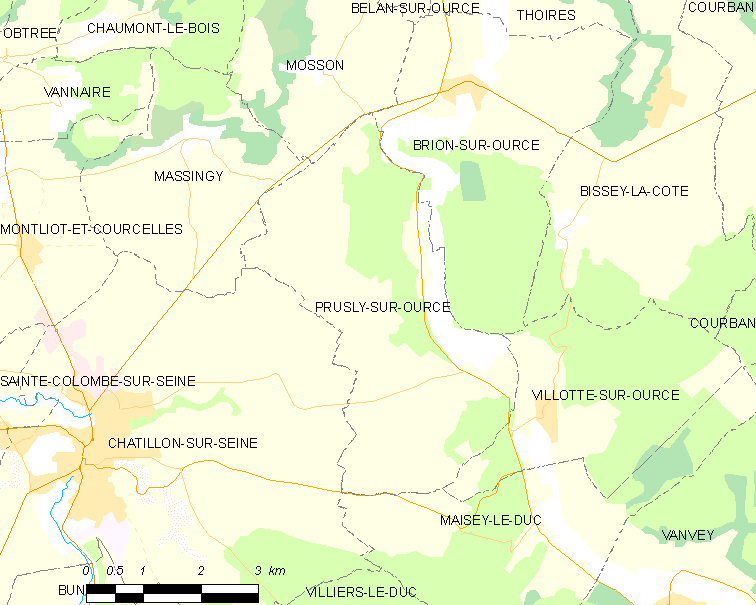
乌尔斯河畔普吕利的OSM定位图

乌尔斯河畔普吕利的时区为UTC+01:00、UTC+02:00（夏令时）。

## 行政
乌尔斯河畔普吕利的邮政编码为21400，INSEE市镇编码为21510。

## 政治
乌尔斯河畔普吕利所属的省级选区为塞纳河畔沙蒂永县。

## 人口

1962-2008年间乌尔斯河畔普吕利人口变化图示

乌尔斯河畔普吕利于2022年1月1日时的人口数量为160人。